# Joan Remmelts
Jacobus Johannes (Joan) Remmelts (Zwolle, 12 augustus 1905 – Amsterdam, 19 december 1987) was een Nederlands acteur en toneelregisseur.

## Carrière
Remmelts volgde de toneelschool waar hij in 1929 afstudeerde. Hij kwam meteen bij het gezelschap van Cor van der Lugt Melsert en speelde in Julius Caesar (Shakespeare) de rol van Brutus. In 1931 sloot hij zich aan bij het Centraal Toneel. Met Mary Dresselhuys, Cees Laseur en Rie Gilhuys vormde hij gedurende 14 jaar de kern van dit gezelschap. Het repertoire werd uitgebreid, met o.m. buitenlandse stukken waaronder Dood van een handelsreiziger. In 1948 ontving hij een onderscheiding, de 'Regieplak'. Met Cor Hermus richtte Remmelts na de oorlog Toneelgroep Comedia op, maar in 1957 stapte hij over naar het Rotterdams Toneel, en werkte daar meer als regisseur. Ook ging Remmelts lesgeven aan de toneelschool, wat hij volhield tot 1972.
Ook na zijn 65ste verjaardig bleef Remmelts zeer actief met onder andere lichter acteerwerk en trad op in o.m. musicals, zoals de Nederlandse bewerking van de Amerikaanse musical Promises, Promises.
Behalve op toneel speelde hij in diverse speelfilms en uiteenlopende televisieseries zoals De kleine waarheid en Erik of het klein insectenboek. Voor de tekenfilm Als je begrijpt wat ik bedoel (1983) leende hij zijn stem aan commissaris Bulle Bas.

## Tweede Wereldoorlog
Tijdens de Tweede Wereldoorlog was Remmelts voorzitter van de Nederlandse Organisatie van Toneelkunstenaars (NOT). Hij werd met secretaris Hans van Meerten op 7 april 1941 op het Departement van Volksvoorlichting en Kunsten ontboden. Hen werd gevraagd of ze wilden meewerken aan een op te richten Gilde voor Theater en Dans, een onderdeel van de pro-Duitse Kultuurkamer. Ze weigerden, en legden de volgende dag per rondschrijven alle aangesloten acteurs en actrices de vraag voor of die het met die weigering eens waren. Dat was voor de meesten het geval. Daarmee was de bij de Nederlandse Organisatie van Kunstenaars aangesloten NOT onder Remmelts de eerste vakvereniging en eerste organisatie van kunstenaars die collaboratie openlijk weigerde. 
Dit voorbeeld vond navolging; ook organisaties als de Vereniging van Letterkundigen en de Nederlandse Bond van Architecten lieten circulaires rondgaan en riepen hun leden op zich tegen de gilden uit te spreken. Tijdens de oorlog bleef het Centraal Toneel wel doorspelen, om de bevolking toch enige ontspanning te bieden. Het speelde echter alleen Nederlandse stukken. Op nieuwjaarsdag 1945 staakte het gezelschap zijn voorstellingen vanwege het risico van razzia’s voor de Arbeitseinsatz voor de acteurs.

## Persoonlijk leven
Remmelts trouwde in 1929 met Mary Dresselhuys, die tegelijk met hem was afgestudeerd en bij hetzelfde toneelgezelschap speelde, maar het huwelijk eindigde in 1933 in een echtscheiding. Hij hertrouwde in 1948 met de actrice Elisabeth Versluys (1923-2011) die destijds evenals Remmelts aan het Rotterdams Toneel was verbonden. Hij overleed op 82-jarige leeftijd en werd begraven op de Amsterdamse begraafplaats Zorgvlied.

## Eerbewijzen
Remmelts kreeg in 1948 de Toneelprijs 1948-1949 van de Stadsschouwburg Arnhem voor zijn regie van Christopher Blake. en in 1959 een Zilveren Bouwmeesterpenning. In 1974 werd hij Ridder in de Orde van Oranje-Nassau.

## Film
- De Jantjes (1934), Leendert

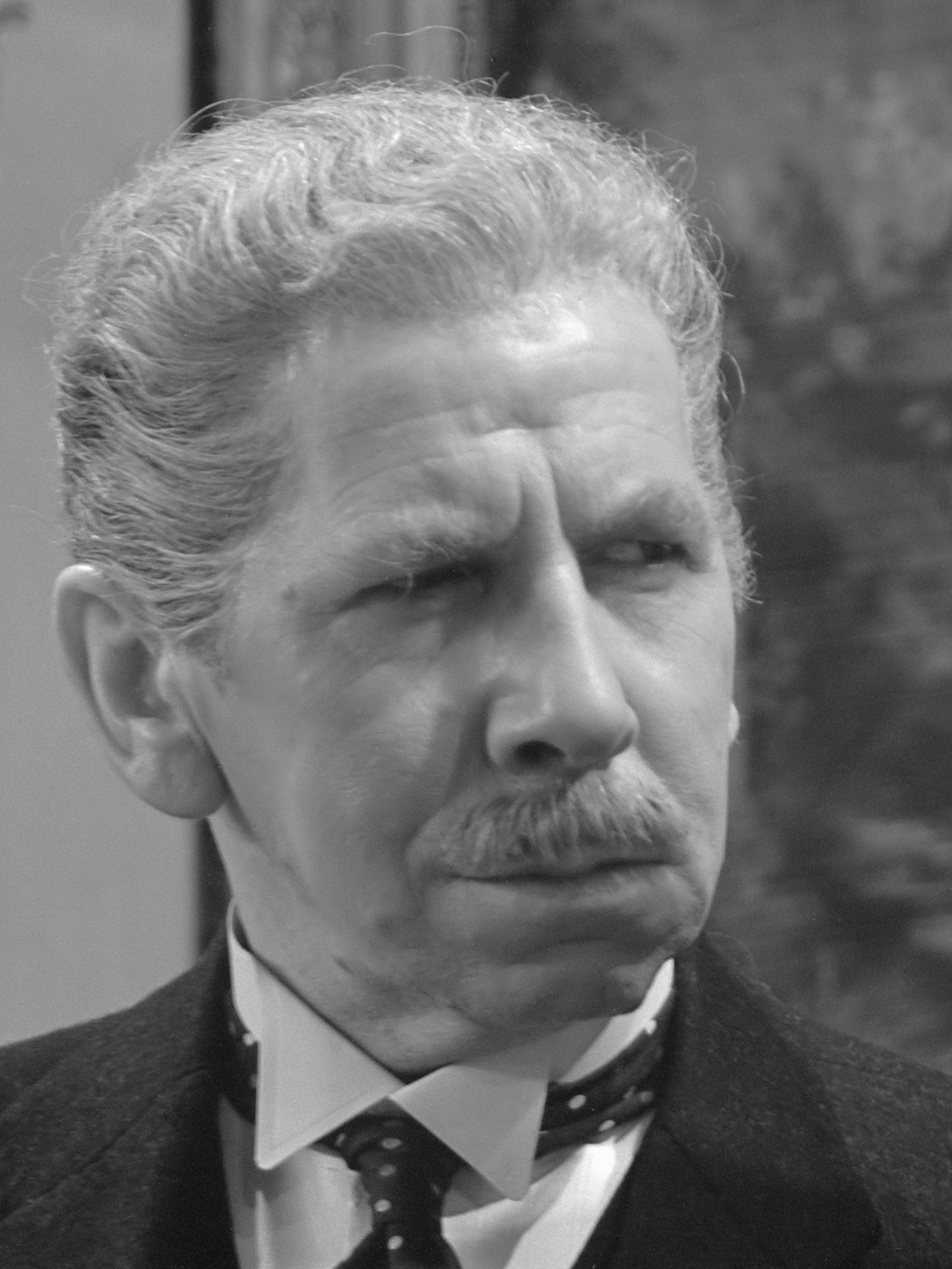
Remmelts als burgemeester Orden in het TV Spel "De Vliegenvanger", 1974

- Drie weken huisknecht (1944), Henri de Beaucour
- Ciske de Rat (1955), Kapelaan de Goey
- Jungle Boek (1967), stem Bagheera
- Monsieur Hawarden (1969), Rentmeester Deschamps
- De Onzichtbare verzameling (1970)
- De Aristokatten (1970), stem Napoleon
- Lifespan (1975)
- Duizend zielen (1977)
- Twee vorstinnen en een vorst (1981), Oude Ober
- 101 Dalmatiërs (1982), stem Kolonel
- Als je begrijpt wat ik bedoel (1983), stem Commissaris Bulle Bas

## Televisie
- De vier dochters Bennet (1961)
- De onderkruiper (1966)
- Kaas (1968), Karel
- De kleine waarheid (1970)
- Van oude mensen, de dingen die voorbijgaan (1975), Dokter Roelofsz
- De komst van Joachim Stiller (1976), Andreas Colijn
- Erik of het klein insectenboek (1979/1980), Grootvader
- Mensen zoals jij en ik (1981/1982), Inbreker